# Куиндичи
Куѝндичи (на италиански: Quindici) е село и община в Южна Италия, провинция Авелино, регион Кампания. Разположено е на 247 m надморска височина. Населението на общината е 2447 души (към 2010 г.).